# فرودگاه دادهورس
فرودگاه دادهورس (به انگلیسی: Deadhorse Airport) (به زبان بومی: Prudhoe Airport) یک فرودگاه همگانی بهره‌برداری هوایی با کد یاتا SCC است که یک باند فرود آسفالت دارد و طول باند آن ۱۹۸۱ متر است. این فرودگاه در کشور ایالات متحده آمریکا قرار دارد و در ارتفاع ۲۰ متری از سطح دریا واقع شده‌است.